# بيك دي إيبكون
بيك دي إيبكون (بالإنجليزية: Bec d'Epicoune)‏ هو أحد جبال سلسلة جبال الألب بينيني وجزء من القمة الأم أويلي تسيكوي يقع في كانتون فاليز، سويسرا وفالي دا أوستا، إيطاليا. يبلغ ارتفاع الجبل حوالي 3531 متر، بينما يبلغ ارتفاع نتوء الجبل 298 متر، وقد سجل أول وصول لقمة الجبل عام 1866.